# Koulogon Habbé
Koulogon Habbé (ou Koulogon Habé) est un village, chef-lieu de la commune rurale et d'arrondissement dans le cercle de Diallassagou, région de Bandiagara au Mali.
La commune a été créée par la loi no 96-059 du 4 novembre 1996 portant création des communes au Mali.

## Géographie
Situé dans la plaine du Séno, les sols sont sableux. En dehors de quelques mares saisonnières pendant l'hivernage, il n'y a pas d'eau pérenne en surface et la nappe phréatique, située en profondeur, est difficilement exploitable.
La végétation naturelle clairsemée est composée par quelques espèces (balanzan, prunier, kapokier, karité, tamarinier, baobab africain, tanier, neem et acacia). Au niveau de la faune sauvage, sont présents le lièvre, l’écureuil, des reptiles, la perdrix, l'épervier, la cigogne, le corbeau, le héron garde-bœufs et la tourterelle.

## Histoire
En 2023, la localité est soustraite du cercle de Bankass et érigée en chef-lieu d'arrondissement du cercle de Diallassagou.

## Population
La population de la commune est de 9890 habitants.
Les 9 villages de la commune sont peuplés essentiellement de Dogons et de quelques Peuls.

## Villages
La commune s'étend sur 17 localités relevées lors du recensement général de 2009. 
Les villages les plus peuplés sont :
- Siratintin (2 037 habitants)
- Sogossin (1 823 habitants)
- Koulogon Habé (1 671 habitants)

## Économie
Koulogon est situé dans la zone dite du Séno, qui, avec une pluviométrie de 500 mm par an est propice à la culture du mil. Une partie de la récolte est vendue à des marchands venant de Mopti et des villages burkinabès voisins. D'autres cultures sont également présentes (le fonio, l’arachide, le niébé, le voandzou, le sésame et le dâh). En raison de l'appauvrissement des sols et de la baisse des précipitations, les rendements sont en baisse.
L’élevage des bovins, ovins, caprins, asins, équins, porcins et volaille est également pratiqué dans la commune.

## Éducation
La commune dispose de deux écoles communautaires (à Koulogon et Soguina), trois medersas (à Koulogon, Soguina et Anamoïla) et trois centres d’alphabétisation (à Soguina, Koulogon et Anamoïla) .

## Politique
| Année | Maire élu     | Parti politique |
| ----- | ------------- | --------------- |
| 2004  | Hamidou Djibo | Rpm             |
| 2009  | Ousmane Gana  | Indépendant     |